# De analogia
 (mai 2020).
Si vous disposez d'ouvrages ou d'articles de référence ou si vous connaissez des sites web de qualité traitant du thème abordé ici, merci de compléter l'article en donnant les références utiles à sa vérifiabilité et en les liant à la section « Notes et références ».
De analogia (titre complet : De analogia libri II ad M. Tullium Ciceronem) est un ensemble de deux livres de grammaire latine écrits par Jules César. Ces livres sont malheureusement perdus.